# Crowder (Misisipi)
Crowder es un pueblo del Condado de Quitman, Misisipi, Estados Unidos. Según el censo de 2000 tenía una población de 766 habitantes y una densidad de población de 657.2 hab/km².

## Demografía
Según el censo de 2000, había 766 personas, 309 hogares y 198 familias residiendo en la localidad. La densidad de población era de 657,2 hab./km². Había 334 viviendas con una densidad media de 286,6 viviendas/km². El 53,13% de los habitantes eran blancos, el 46,34% afroamericanos, el 0,13% isleños del Pacífico y el 0,39% pertenecía a dos o más razas. El 0,26% de la población eran hispanos o latinos de cualquier raza.
Según el censo, de los 309 hogares en el 34,0% había menores de 18 años, el 35,6% pertenecía a parejas casadas, el 21,0% tenía a una mujer como cabeza de familia, y el 35,9% no eran familias. El 32,7% de los hogares estaba compuesto por un único individuo, y el 16,5% pertenecía a alguien mayor de 65 años viviendo solo. El tamaño promedio de los hogares era de 2,48 personas y el de las familias de 3,19.
La población estaba distribuida en un 31,1% de habitantes menores de 18 años, un 9,7% entre 18 y 24 años, un 26,6% de 25 a 44, un 20,5% de 45 a 64, y un 12,1% de 65 años o mayores. La media de edad era 33 años. Por cada 100 mujeres había 89,1 hombres. Por cada 100 mujeres de 18 años o más, había 85,3 hombres.
Los ingresos medios por hogar en la localidad eran de 14.427 dólares ($), y los ingresos medios por familia eran 27.143 $. Los hombres tenían unos ingresos medios de 26.667 $ frente a los 20.391 $ para las mujeres. La renta per cápita para la ciudad era de 10.534 $. El 37,6% de la población y el 32,6% de las familias estaban por debajo del umbral de pobreza. El 44,0% de los menores de 18 años y el 37,3% de los habitantes de 65 años o más vivían por debajo del umbral de pobreza.

## Geografía
Según la Oficina del Censo de los Estados Unidos, Crowder tiene un área total de 0.5 km², todos ellos correspondientes a tierra firme.